# Костіс Паламас
Костіс Паламас (13 січня 1859, Патри — 27 лютого 1943, Афіни) — новогрецький поет, белетрист і критик. Засновник Нової Афінської школи. У творчості Паламаса знайшли вираження загальногуманістичні та революційно-демократичні ідеали кінця XIX — початку XX століть.

## Біографія
Костіс Паламас народився в Патрах. Середню освіту отримав у школі Мессолонгіона. Вивчав право в Афінському університеті. Член Афінської академії наук з 1926) року. Починаючи з 1880-х впродовж багатьох років працював журналістом, редактором газет, співпрацював у журналах, публікуючи сатиричні вірші, виступаючи на захист народної мови — дімотіки — і національного духу в літературі.
Перша збірка віршів Паламаса «Пісні моєї батьківщини», що включає юнацькі вірші, з'явилася в 1886 році. За нею слідували збірники віршів «Гімн Афіні» (1889), що є спробою відродити класичний гомерівський гімн, і книга «Очі моєї душі» (1892), написана під безпосереднім впливом французьких поетів. Всі ці збірники мають суто наслідувальний характер і не мають великої художньої цінності.
Костіс Паламас написав Олімпійський гімн, покладений на музику новогрецьким композитором Спірідоном Самарасом. Вперше Гімн прозвучав на церемонії відкриття Перших Олімпійських ігор сучасності 1896 року в Афінах на мармуровому стадіоні Панатінаїкос.
Проте лише в наступних книгах віршів Паламас звільняється від наслідування чужим зразкам і проявляє свою художню індивідуальність. Повного розквіту його творчість досягає у творах, написаних після 1900 року. Його «Непохитне життя» (1904), «Дванадцять пісень цигана» (190) і «Царська флейта» (1910), написані розмовною грецькою мовою, за своїми художніми якостями висувають Паламаса в перші ряди новогрецької літератури.

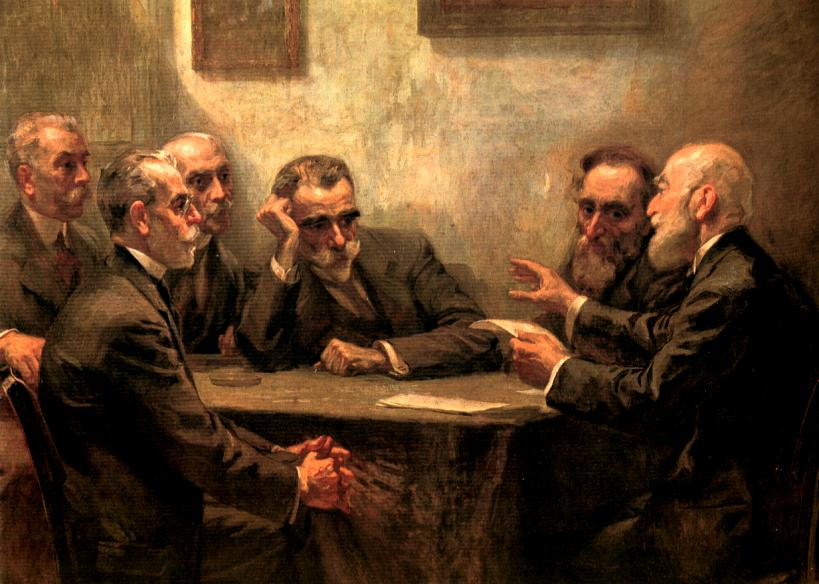
Георгіос Роїлос, Нова Афінська школа: Стратігіс, Дросініс, Полеміс, Паламас (в центрі), Суріс, Провеленгіос

Письменник дрібної інтелігенції, Паламас у своїй творчості і в своїй літературній діяльності бореться за її ідеї — націоналістичну культуру, за створення нової «Великої Греції» (див. Велика ідея Венізелоса). Поряд з величезним переважанням суто патріотичних віршів у творчості Паламаса в період 1900—1910 років зустрічаються також і твори, пройняті скаргами на соціальну несправедливість і співчуттям афінським робітникам: «Тримайся, наступай, робітник, як богатир», «Бий, робітник-месник» і т. д. (вірші «Спартакос», «Руйнівник», «Рабині-жінки» та інші).
Однак протест Паламаса обмежується міркуваннями про боротьбу «взагалі». Він і далі продовжував оспівувати патріотизм грецьких вояків, ненависть проти ворогів батьківщини і «більшовиків-вовків» («П'ятисклади», «Патететичні розмови»).

## Будинок Паламаса, Плака

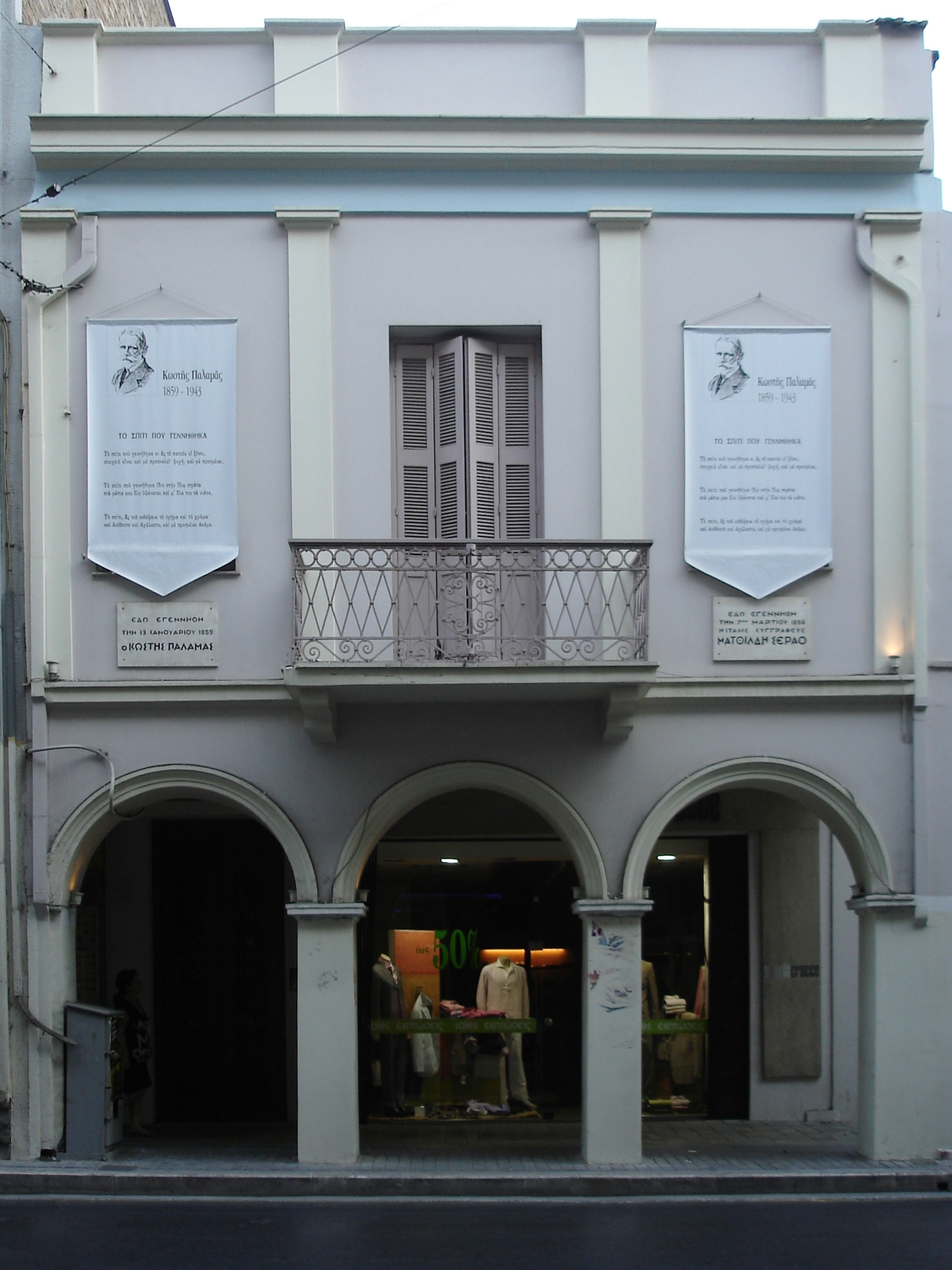
Будинок Костіса Паламаса в Патрах

В Афінах Костіс Паламас жив у будинку по вулиці Періандріу в районі Плака, побудованому в 1920-х роках. Поет повернувся в цей будинок після того, як був виселений із садиби на вулиці Ескулапіус, де він мешкав понад тридцять років і де нині розташоване Товариство імені Костіса Паламаса. У будинку на вулиці Періандріу поет провів останні 8 років свого життя, разом із дружиною Марією та дочкою Нафсікою. Кілька років по тому встановили мармурову меморіальну дошку, вона розташована над головним входом у будинок.
У грудні 2010 року муніципалітет Афін через фінансову скруту вирішив будинок Костіса Паламаса винести на аукціон, що мав відбутися 12 січня 2011 року в окружному суді Афін. Встановлена початкова вартість склала1 066 000 євро. Товариство Костіса Паламаса зверталось по спонсорську допомогу до багатьох установ, аби придбати цей будинок. Однак напередодні аукціону теперішній власник будівлі зміг владнати борги із банком.

## Основні праці

### Поезія
- Τραγούδια της πατρίδος μου (1886)
- Ύμνος εις την Αθηνάν (1889)
- Τα μάτια της ψυχής μου (1892)
- Ίαμβοι και ανάπαιστοι (1897)
- Τάφος (1898)
- Οι χαιρετισμοί της Ηλιογέννητης (1900)
- Η ασάλευτη ζωή (1904)
- Ο Δωδεκάλογος του Γύφτου (1907)
- Η φλογέρα του Βασιλιά (1910)
- Οι καημοί της λιμνοθάλασσας (1912)
- Σατιρικά Γυμνάσματα (1912)
- Η πολιτεία και η μοναξιά (1912)
- Βωμοί (1915)
- Τα παράκαιρα (1919)
- Τα δεκατετράστιχα (1919)
- Οι πεντασύλλαβοι- Τα παθητικά κρυφομιλήματα- Οι λύκοι- Δυό λουλούδια από τα ξένα (1925)
- Δειλοί και σκληροί στίχοι (1928)
- Ο κύκλος των τετράστιχων (1929)
- Περάσματα και χαιρετισμοί (1931)
- Οι νύχτες του Φήμιου (1935)
- Βραδινή φωτιά (1944)

### Проза
- Θάνατος παληκαριού, (1901)
- Διηγήματα, 1920

### Драма
- Τρισεύγενη, (1903)